# Société anonyme sportive professionnelle
En droit français, une société anonyme sportive professionnelle (SASP) est une structure très proche d'une société anonyme classique destinée à la gestion d'un club sportif. 
La SASP pourra par exemple procéder à des distributions de dividendes à ses actionnaires. Elle pourra également rémunérer ses dirigeants et enfin, aucun capital minimum n'est imposé à l'association « support ». Si la nouvelle forme de SASP présente beaucoup plus d'intérêts pour des investisseurs privés, le législateur n'a toutefois pas entendu libéraliser totalement ce cadre juridique. Ainsi, les statuts des SASP devront être conformes aux statuts types définis par décret ; la SASP ne pourra en aucun cas être cotée en bourse (avant la réforme de 2007) et les relations avec l'association « support » resteront régies par une convention spécifique. Enfin, une même personne ne peut être associée dans plus d'une société sportive exerçant dans la même discipline.
Une SASP peut signer un contrat de gestion des activités d'un club avec une association, comme la SASP du Racing Club de Narbonne Méditerranée qui a été liquidée en juillet 2018 en raison d'un passif de 885 340 euros.